# Gittan (seriefigur)
Gittan Barfot (eng: Brigitta MacBridge) är en ankkvinna i de tecknade serierna om Kalle Anka. Skapad av Romano Scarpa 1960. 
Gittan är förälskad i Joakim von Anka och försöker på alla sätt att hitta kombinationen till hans hjärta. Joakim tycker dock inte alls om detta då det stör honom i hans arbete. Men i de flesta serierna där Gittan är med så slutar det ändå med att hon får som hon vill efter att ha hittat en skatt eller något annat som Joakim gillar.
I vissa översättningar heter hon Brigitte.